# Холми (Гомельська область)
Холми (біл. Халмы) — селище в Марковицькій сільській раді Гомельського району Гомельської області Республіки Білорусь.

## Географія

### Розташування
За 1 км від залізничної станції Диколовка (на лінії Гомель — Чернігів), 30 км на південний схід від Гомеля.

## Транспортна мережа
Транспортні зв'язки степовою, потім автомобільною дорогою Тереховка — Гомель. Планування складається з прямолінійної майже меридіональної вулиці вздовж залізниці. Забудова двостороння дерев'яна садибного типу.

## Історія

### Російська імперія
Селище Холми засноване на початку XX століття переселенцями із сусідніх сіл.

### СРСР

#### Радянізація

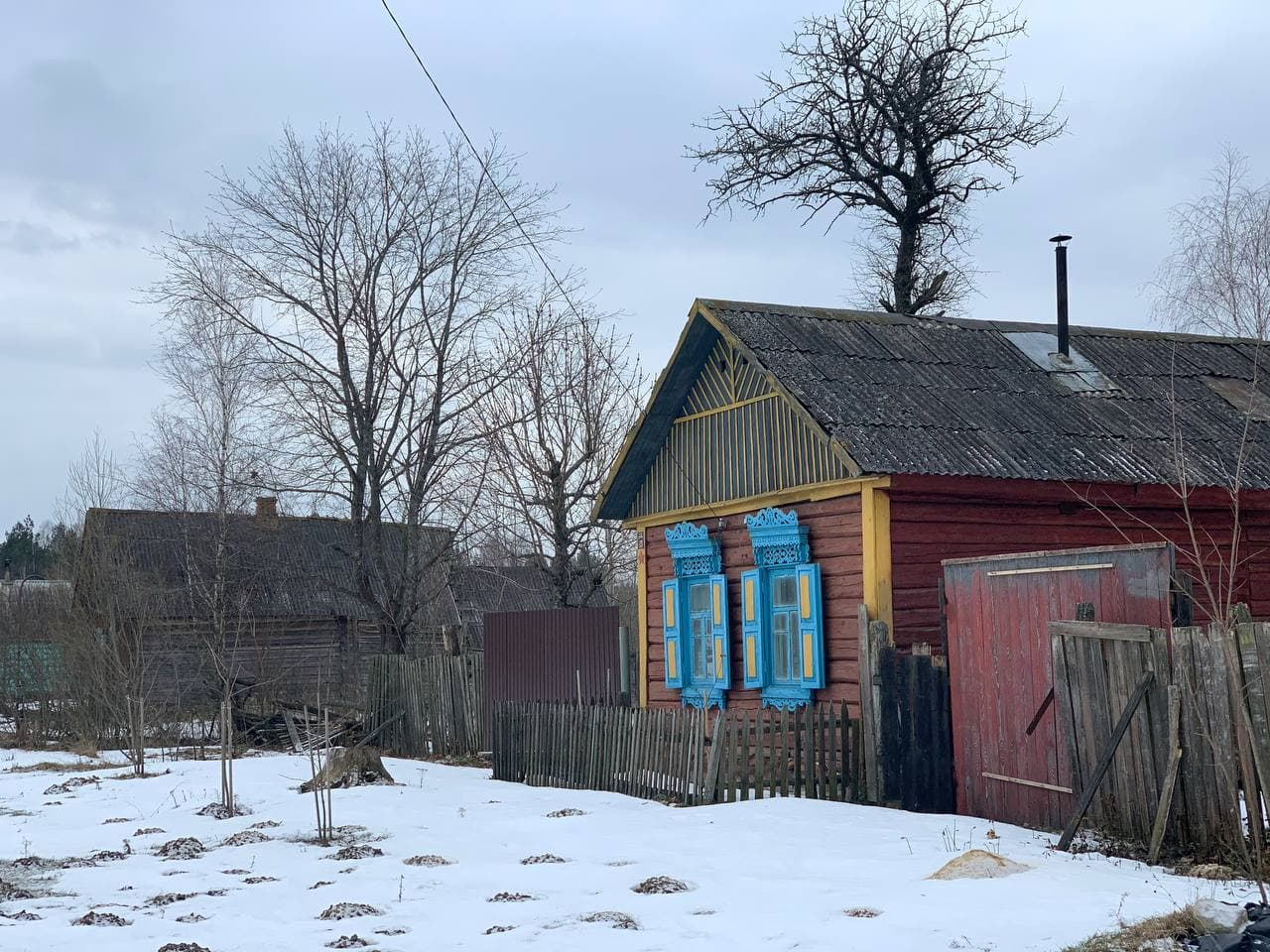
Забудова селища, житлових будинків лише декілька (березень 2021)

У 1926 році працював поштовий пункт, у Роги-Ілецькій сільраді Носовицького району Гомельського округу. 1930 року жителі вступили до колгоспу.

#### Німецько-радянська війна
Під час німецько-радянської війни 30 мешканців загинули на фронті.

#### Повоєнні роки

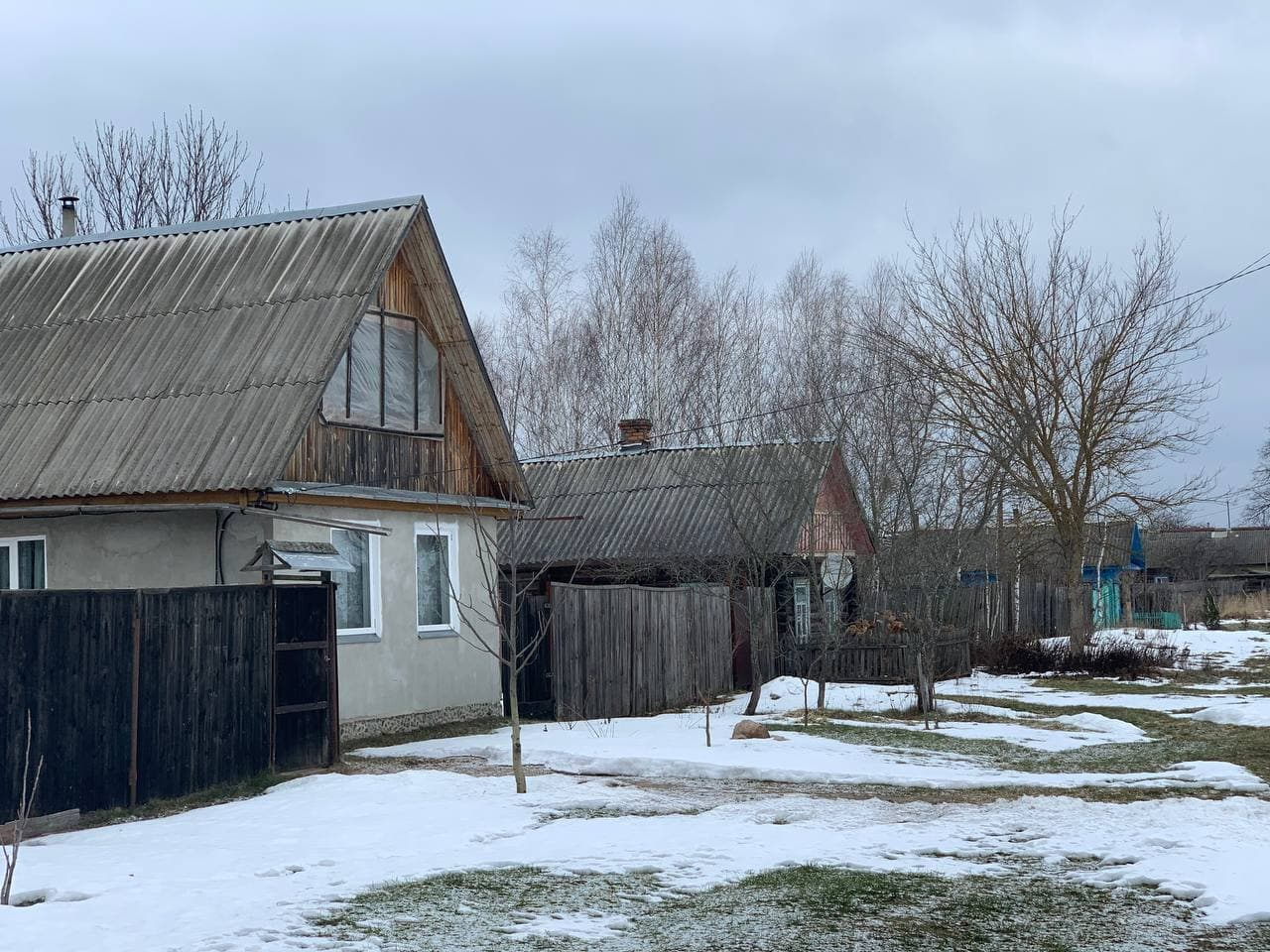
Центральна вулиця селища Холми

У 1959 році у складі колгоспу «Красный Стяг» (центр — село Марковичі).

## Населення

### Чисельність
- 2004 — 37 господарств, 51 мешканець.